# Норт-Едвардс (Каліфорнія)
Норт-Едвардс (англ. North Edwards) — переписна місцевість (CDP) в США, в окрузі Керн штату Каліфорнія. Населення — 1054 особи (2020).

## Географія
Норт-Едвардс розташований за координатами 35°2′50″ пн. ш. 117°48′34″ зх. д. / 35.04722° пн. ш. 117.80944° зх. д. (35.047332, -117.809362).  За даними Бюро перепису населення США в 2010 році переписна місцевість мала площу 33,01 км², уся площа — суходіл.

## Демографія
Згідно з переписом 2010 року, у переписній місцевості мешкало 1058 осіб у 417 домогосподарствах у складі 272 родин. Густота населення становила 32 особи/км².  Було 557 помешкань (17/км²).
Расовий склад населення:
| - 80,1 % — білих - 4,1 % — чорних або афроамериканців - 2,5 % — корінних американців - 1,9 % — азіатів - 0,1 % — вихідців з тихоокеанських островів - 5,7 % — осіб інших рас |

До двох чи більше рас належало 5,8 %. Частка іспаномовних становила 16,9 % від усіх жителів.
За віковим діапазоном населення розподілялося таким чином: 26,7 % — особи молодші 18 років, 58,3 % — особи у віці 18—64 років, 15,0 % — особи у віці 65 років та старші. Медіана віку мешканця становила 41,0 року. На 100 осіб жіночої статі у переписній місцевості припадало 102,3 чоловіків;  на 100 жінок у віці від 18 років та старших — 97,7 чоловіків також старших 18 років.
Середній дохід на одне домашнє господарство  становив 46 179 доларів США (медіана — 44 531), а середній дохід на одну сім'ю — 48 493 долари (медіана — 45 855). За межею бідності перебувало 34,0 % осіб, у тому числі 63,0 % дітей у віці до 18 років та 14,3 % осіб у віці 65 років та старших.
Цивільне працевлаштоване населення становило 348 осіб. Основні галузі зайнятості: освіта, охорона здоров'я та соціальна допомога — 32,5 %, публічна адміністрація — 19,8 %, мистецтво, розваги та відпочинок — 14,9 %, сільське господарство, лісництво, риболовля — 10,1 %.